# Луна (Смоленская область)
Луна — деревня в Кардымовском районе Смоленской области России. Входит в состав Тюшинского сельского поселения. Население — 2 жителя (2007 год). 
Расположена в центральной части области в 5 км к югу от Кардымова, в 6 км южнее автодороги Р134 «Старая Смоленская дорога» Смоленск — Дорогобуж — Вязьма — Зубцов, на берегу реки Хмость. В 4 км юго-западнее деревни расположена железнодорожная станция Пересветово на линии Москва — Минск. 

## История
В годы Великой Отечественной войны деревня была оккупирована гитлеровскими войсками в августе 1941 года, освобождена в сентябре 1943 года.